# Olios rosettii
Olios rosettii är en spindelart som först beskrevs av Leardi 1901.  Olios rosettii ingår i släktet Olios och familjen jättekrabbspindlar. Inga underarter finns listade i Catalogue of Life.